# 南インドの映画

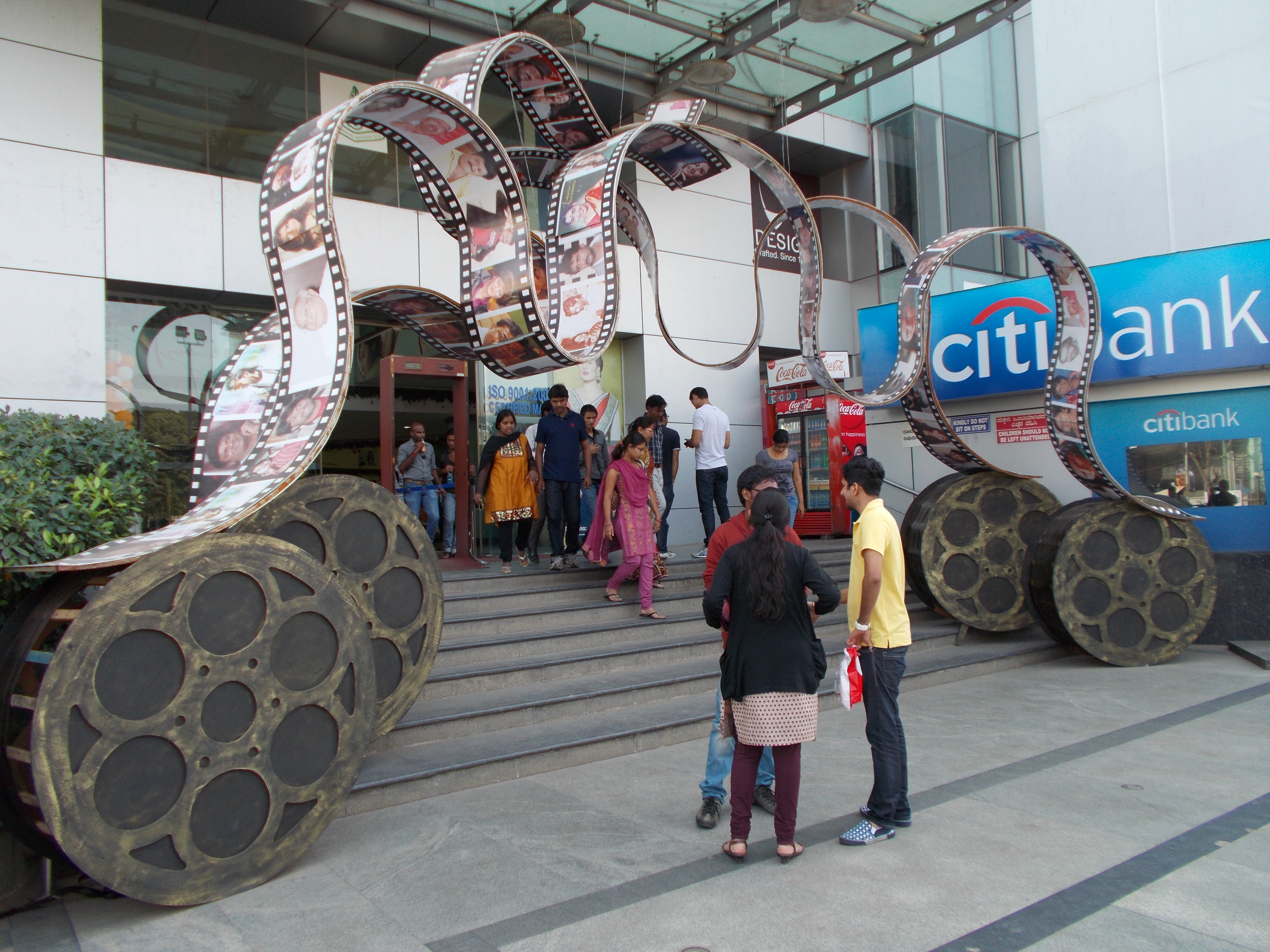
インド映画100周年のモニュメント（バンガロール）

南インドの映画（みなみインドのえいが、Cinema of South India）とは、インドで製作される映画のうちカンナダ語映画、マラヤーラム語映画、タミル語映画、テルグ語映画、トゥル語映画の5つの映画産業を指す。各映画産業はそれぞれバンガロール、コーチ、チェンナイ、ハイデラバード、マンガロールを拠点としている。
これらの映画産業はそれぞれ独立した産業として活動していたが、俳優やスタッフの人的交流、グローバリゼーションの促進により1つの映画産業としてのアイデンティティが形成されていった。南インド映画は南インド映画商業会議所が管轄しており、テルグ語映画とタミル語映画が全体の収益の36%を占めている。

## 歴史

### 黎明期
1897年、ヨーロッパ人興行師によってマドラスのヴィクトリア公会堂で初めてサイレント短編映画が上映された。上映された映画は日常風景を撮影したノンフィクションが大半で、マドラスではサイレント映画を上映するためのエレクトリック・シアターが建設された。この施設はマドラス在住のイギリス人の間で人気スポットになったものの、数年後に閉鎖された。施設は現在、アンナ・サライ（マウント・ロード）にある郵便局の一部として利用されている。劇場はこの他にもリリック・シアターが建設されており、この劇場では英語の戯曲やクラシック音楽コンサート、社交ダンスなどのイベントが開催され、サイレント映画は付随的なイベントとして上映されていた。ティルチラーパッリの南インド鉄道社員サミカンヌ・ヴィンセントは映写機とサイレント映画のフィルムを購入し、映画興行師として事業を展開した。彼は上映用のテントを建て、好評を得たヴィンセントはインド各地を巡業してサイレント映画を上映した。後年、彼はコーヤンブットゥールに拠点を置きトーキー映画の劇場を建設した。

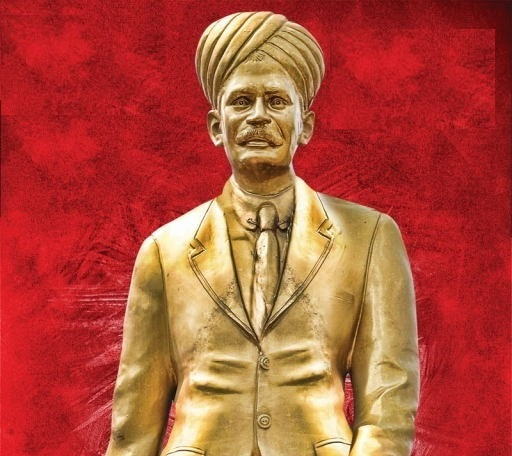
「南インド映画（テルグ語映画）の父」ラグパティ・ヴェンカイアー・ナイドゥ

1909年、ウェールズ公ジョージがインドを訪問した際、それを記念してマドラスで大規模な展覧会が開催された。展覧会の目玉となったのは音声を伴う短編映画の上映だった。これはイギリスの会社が購入した録音済みの音楽レコードとリンクした映写機クローネ・メガホンを使用して上映されたものだが、この時点では台詞はなかった。インド人写真家ラグパティ・ヴェンカイアー・ナイドゥは展覧会終了後にクローネ・メガホンを買い取り、マドラス高等裁判所の近くにテント劇場を建設した。彼は1912年にマウント・ロードに常設の映画劇場ゲイティ・トーキーズを建設した。マドラスでフルタイムの映画が上映されたのはゲイティ・トーキーズが初となったが、劇場は後に商業開発のために閉鎖された。
コーヤンブットゥールに南インドで最初の映画館を建設したヴィンセントは、町や村の周辺の土地にテントを建て映画を上映する「テント・シネマ」の概念を生み出した。この「テント・シネマ」が初めて建てられたのは、マドラスの「エジソンズ・グランド・シネマメガホン」と呼ばれるテントであり、劇場では電気カーボンを使用した映写機が用いられていた。本格的な映画館はセーラム（モダン・シアターズ）、コーヤンブットゥール（セントラル・スタジオ、ネプトゥネ、パクシラージャ）に建設された。マドラスにはヴィジャヤ・ヴァヒニ・スタジオとジェミニ・スタジオという2つの映画スタジオが建設され、映画製作の拠点となった。当時の南インドはマドラス管区に内包されていたため、その首府であるマドラスは南インド映画の中心地として発展することになった。

### 最初の南インド映画
最初のマドラス映画（南インド映画）は、インディア・フィルム・カンパニーを設立したランガスワーミ・ナタラージャ・ムダリアールが監督した『Keechaka Vadham』である。1920年代に入るとタミル語サイレント映画がマドラス周辺で撮影されるようになり、撮影されたフィルムはプネーやカルカッタで技術的処理が行われた。後にプネーやカルカッタでもM・K・ティアガラージャ・バガヴァサールの作品が撮影されるようになった。1921年にラグパティ・ヴェンカイアー・ナイドゥとラグパティ・スーリヤ・プラカーシュ・ナイドゥ父子によって初のテルグ語サイレント映画『Bhisma Pratighna』が製作された。ラグパティ父子はヤーラグーディパティ・ヴァラーダ・ラオと共に数十本の映画を製作し、舞台俳優を主要キャストとして迎え入れた。彼らは宗教的テーマを扱った『Nandanar』『Gajendra Moksham』『Matsyavatar』を製作し、宗教を題材にした映画は後年の南インド映画における主要ジャンルとなった。

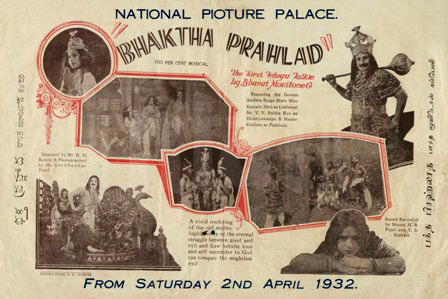
初のトーキー・テルグ語映画『Bhakta Prahlada』

1918年に初のタミル語サイレント映画『Keechaka Vadham』が公開された。1931年に北インドで初のトーキー・インド映画『Alam Ara』が公開され、同年10月には南インドで初のトーキー・タミル語映画『Kalidas』が公開された。トーキー映画は大衆の人気を集め、1934年公開の『Lava kusa』で初めて南インド映画は興行的な成功を収めた。C・プライアーが監督、スリランジャニが主演を務めた同作は記録的な観客動員数となり、勃興したばかりの映画産業を主流文化へと成長させた。同時期に初のトーキー・カンナダ語映画『Sati Sulochana』が公開され、続けて『Bhakta Dhruva』が公開された。両作は興行的な成功を収めたものの、カルナータカでは映画スタジオや技術スタッフ不足のため産業の成長が阻害されていた。『Sati Sulochana』はコールハープルのチャトラパティ・スタジオで撮影され、大半の撮影や録音、ポストプロダクションはマドラスで行われた。また映画製作の資金も容易に集まらなかったため、インド映画におけるトーキー勃興期に製作されたカンナダ語映画はほとんど存在しない。1938年には初のトーキー・マラヤーラム語映画『Balan』が公開された。マラヤーラム語映画は1947年にクンチャコがケーララ・アーラップーザにウダヤ・ピクチャーズを設立するまで、タミル人プロデューサーによって製作されていた。

### 社会的影響とスター俳優

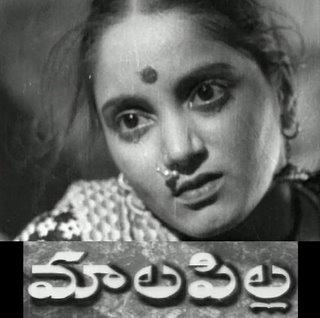
『Mala Pilla』

マドラス管区はアーンドラ・プラデーシュ州、ケーララ州、タミル・ナードゥ州に分割され、これにより南インド映画は新たな時代を迎え、映画は言語ごとに地域的・排他的に製作されるようになった。1936年までに大衆は映画が宗教的・神話的テーマから離れることを許容するようになり、こうした中で1951年に家族の問題をテーマとした『Jeevitha Nouka』が製作され、これ以前に製作された社会派映画として『Prema Vijayam』『Vande Mataram』『Mala Pilla』が挙げられる。テルグ語映画は禁忌や嫁荷などの社会問題をテーマとした映画を製作するようになり、1937年から1947年の間に製作された96作品中29作品が社会問題をテーマとしていた。インド国民会議のタミル・ナードゥ支部指導者たちはタミル語映画のスター俳優を政治利用しようと試みたものの、農村部の人々にとって映画は馴染みの薄い媒体だったこともあり、この試みは限定的なものに留まった。こうした映画の政治利用の動きは、1947年にインド独立が実現した後に事実上停止された。しかし、1950年代に農村部に電力が供給されると、ドラヴィダ人政党は映画を主要な政治機関として活用するようになり、ドラーヴィダ進歩党が最初に映画を政治的に活用した政党となった。ペリヤール・E・V・ラーマサーミの思想に感化されたゲリラ劇場の俳優や脚本家は作品にタミル・ナショナリズムや反バラモン思想を取り入れるようになり、映画では思想家たちが提唱するドラヴィダ人国家「ドラヴィダ・ナードゥ」の独立に言及するだけでなく、映画の中で政党のシンボルを表示させることも多く見られた。また、ドラーヴィダ進歩党が映画を政治利用し始めたことでM・G・ラーマチャンドランやS・S・ラジェンドランのように映画での名声を背景に政界に進出する俳優が現れた。
映画が言語ごとに分割される一方、タミル語映画『灼熱の決闘』は全言語で人気を集めた。また、ラーマチャンドランはインドで最も記憶に残る俳優の一人となり、その名声を背景に全インド・アンナー・ドラーヴィダ進歩党を結成した。このころ、南インド映画はサティヤンやプレーム・ナジールの活躍によりマラヤーラム語映画の黄金時代を迎えていた。ナジールは1967年公開の『Iruttinte Athmavu』でインド映画最高峰のスター俳優に挙げられるようになり、ラージクマールは『Jeevana Chaitra』『Bangaarada Manushya』など200作品以上の映画に出演するスター俳優として活動したが、彼は政界に進出せず映画俳優として生涯を終えた。2010年代に入ると『Puli』『K.G.F: CHAPTER 1』『Kotigobba 2』『バーフバリ 伝説誕生』のように南インドだけではなくインド全土で興行的な成功を収める作品が登場した。これらのヒット作のうち、『バーフバリ 王の凱旋』はハリウッドと同質のVFXを駆使して製作された最初の南インド映画となった。

## 主な映画賞
- フィルムフェア賞 南インド映画部門
- IIFAウトサヴァム
- ミルチ・ミュージック・アワード・サウス（英語版）
- 南インド国際映画賞